# Ruta suïcida
Ruta suïcida (títol original en anglès The Gauntlet) és una pel·lícula estatunidenca dirigida i protagonitzada per Clint Eastwood. Va ser estrenada el 1977 i doblada al català.

## Argument
A Ben Shockley (Clint Eastwood), un policia de Phoenix, se li encarrega escortar el testimoni Gus Mally (Sondra Locke) des de Las Vegas. Mally és una prostituta bel·ligerant amb importants lligams i en possessió d'informació que incrimina una alta personalitat. Les sospites de Shockley es confirmen quan hom tira una bomba contra el seu vehicle i disparen a la casa de Mally. El dos estan forçats a encarar-se amb la veritat i descobrir les seves pròpies forces mentre van cap a Phoenix utilitzant un autobús blindat.

## Repartiment
- Clint Eastwood: Detectiu Ben Shockley
- Sondra Locke: Augustina "Gus" Mally
- Pat Hingle: Manyard Josephson
- William Prince: Comissionat Blakelock
- Bill McKinney: Constable
- Michael Cavanaugh: Feyderspiel
- Carole Cook: Waitress
- Mara Corday: Jail Matron
- Doug McGrath: Bookie
- Jeff Morris: Sergent
- Samantha Doane: Biker
- Roy Jenson: Biker
- Dan Vadis: Biker
- Carver Barnes: Conductor d'autobús
- Robert Barrett: Paramedic
- Teddy Bear: Tinent
- Mildren J. Brion: Senyora a l'autobús
- Ron Chapman: Policia veterà
- Don Circle: Capellà a l'autobús
- James W. Gavin: Pilot 1 a l'helicòpter
- Tom Friedkin: Pilot 2 a l'helicòpter
- Darwin Lamb: Capità de la policia
- Roger Lowe: Conductor Paramedic
- Fritz Manes: Helicopter Gunman
- John Quiroga: Policia
- Joe Rainer: Policia
- Art Rimdzius: Jutge

## Promoció
- Frank Frazetta va pintar el cartell promocional per les tanques publicitàries.
- Surten referències a la corrupció política i el delicte organitzat. Encara que va tenir un moderat èxit a les sales, els crítics van estar dividits a l'hora de jutjar la pel·lícula. Pauline Kaul deia que la pel·lícula era "un conte envernissat amb llenguatge groller i guarnit amb violència". Roger Ebert, d'altra banda, li va donar tres estrelles i va escriure " ...clàssic Clint Eastwood: ràpid, furiós, i estrany."

## Al voltant de la pel·lícula
- Steve McQueen i Barbra Streisand va ser originalment triats per la pel·lícula; tanmateix, la baralla entre el dos va forçar McQueen a sortir del projecte. Quan Clint Eastwood va agafar la producció, va reemplaçar Streisand per Sondra Locke, i va utilitzar el seu propi equip de producció.
- El cotxe patrulla de policia és un Ford Torino de 1973 per les escenes de carreteres; quan el cotxe patrulla mor, es canvia per un Gran Torino.
- L'autobús 'blindat' amb tots els seus pneumàtics a la vista, viatja a través d'una pluja de bales sense que cap dels pneumàtics rebentin fins al darrer moment.
- L'helicòpter utilitzat és un Aerospatiale Gazelle.